# Neil Zaza
Neil Zaza é um guitarrista melódico estadunidense, que ficou famoso por sua técnica apurada e sua habilidade de adaptar músicas clássicas de Bach e Mozart ao metal neo-clássico.
Sua canção "I'm Alright" foi escolhida pelo colunista Konrad Kania, da revista Guitar Player Magazine, para a lista "The 100 Greatest Guitar Riffs of All Time".

## Biografia
Nascido em Akron, Ohio, Neil Zaza começou a tocar violão aos 10 anos. Quando na Universidade de Akron, ele teve aulas de violão clássico com Stephen Aron.
Antes de começar a carreira solo, Neil Zaza liderou em 1987 a banda de rock "ZAZA", que excursionou por todo os EUA e gravou 2 álbuns: Just Get It!!!, em 1989, e Party With The Big Boys em 1991.
Depois de gravar seu segundo álbum, Zaza fez uma participação no CD da The Hartford Symphony Orchestra, tocando as músicas “1492” e “West Side Story”.
Em 1996, ele tocou no Montreal Guitar Festival.
Ele realiza um concerto anual chamado One Silent Night no Palace Theatre em Cleveland com o apoio da Cleveland Rock Orchestra de 60 peças e apresenta sua adaptação de canções populares de Natal ao seu estilo melódico.
No ano de 2003 fundou a gravadora Melodik Records, na sua cidade natal. Neste ano, ainda, Zaza foi o artista principal do "Festival Internacional de Busan", na Coréia do Sul.
Em 2006, Zaza contribuiu com sua música "Fargo" para o projeto do álbum Artists for Charity - Guitarists 4 the Kids , produzido pela Slang Productions, para ajudar a World Vision Canada a ajudar crianças carentes em necessidade.
Seus CDs normalmente contam com participações especiais de músicos consagrados, como:
- Jordan Rudess (teclista do Dream Theater) e Michael Anthony (baixista, Van Halen e Chickenfoot) no disco “When Gravity Fails”
- Steve Smith, Ross Valory (Journey) e Stuart Hamm no álbum “Staring at the sun”.

## Prêmios e indicações
| Ano  | Prêmio                      | Categoria      | Ref.   |        |
| ---- | --------------------------- | -------------- | ------ | ------ |
| 2005 | The Free Times Music Awards | Best Guitarist | Venceu | [ 11 ] |
| 2006 | The Free Times Music Awards | Best Guitarist | Venceu | [ 11 ] |

## Discografia

### Com a bandaZaza

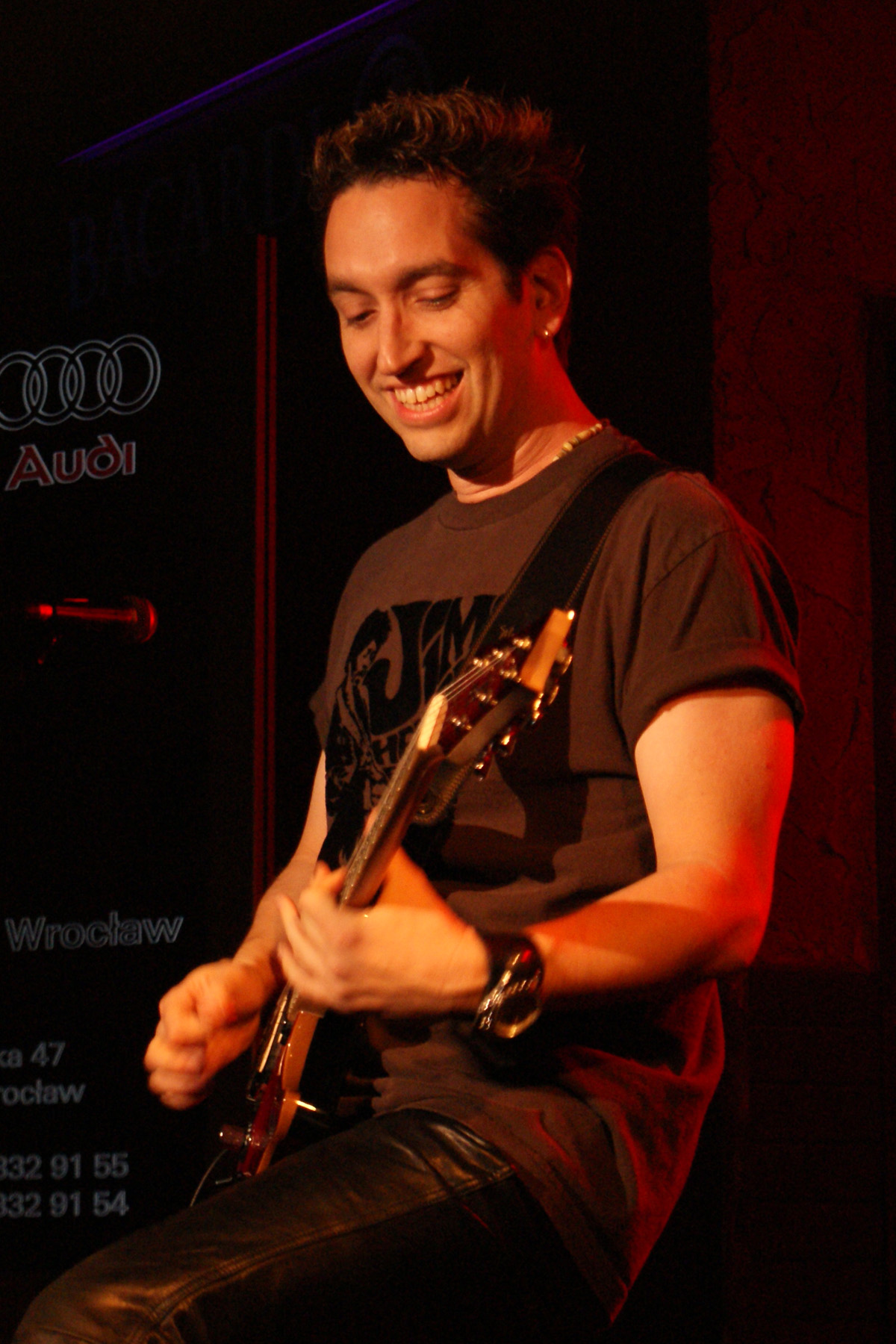
Neil Zaza em Wroclaw, 2008

- Just Get It!!! (1989)
- Party With The Big Boys (1991)

### Álbuns solo

#### Estúdio
- Two Hands One Heart (1992)
- Thrills & Chills (1993)
- Sing (1996)
- Ten Zen Men Project (1997)
- Staring at the Sun (2001)
- One Silent Night... Volume 1 (2002)
- One Silent Night... Volume 2  (2002)
- Melodica (2004)
- When Gravity Fails (2006)
- 212 (2011)
- Clyde the Cat (2012)
- Peach (2015)
- Vermeer (2022)

#### Ao vivo
- Snap, Crackle & Pop...Live! (1998)
- Neil Zaza's One Silent Night...A Night At The Palace (2007)

##### DVDs/Blu-RAYs
- Live On Crooked River Groove (2013)
- Alive in Denmark! (2014)

#### Compilações
- Rewind: The Definitive Collection (2005)

### Outras participações como convidado
- Lords of Karma: A Tribute To Vai/Satriani (2002) - Música "Friends"
- Warmth In The Wilderness: A Tribute To Jason Becker (2002) - Guitar
- Guitar Center Volume 1 (2004) - Guitar
- Mistheria -Messenger Of The Gods (2004) - Guitarras na música "Zeus Will Storm the Eearth"
- Guitarists 4 The Kids (2006) - Guitar
- JRZ System - Cosmic String Theory (2008) - Guitar